# UFC 102
UFC 102: Couture vs. Nogueira è stato un evento di arti marziali miste tenuto dalla Ultimate Fighting Championship il 29 agosto 2009 alla Rose Garden Arena di Portland, Stati Uniti d'America.

## Retroscena
L'evento doveva prevedere un match tra Kyle Kingsbury e Razak Al-Hassan, ma tale incontro venne posticipato.
Brandon Vera avrebbe dovuto affrontare Matt Hamill, ma quest'ultimo s'infortunò e venne sostituito con Krzysztof Soszynski.
James Irvin e Wilson Gouveia avrebbero dovuto scontrarsi in questo evento, ma prima Irvin diede forfait per un infortunio al ginocchio, venendo sostituito da Ed Herman, e successivamente anche Gouveia non prese parte alla serata a causa di un acciacco alla schiena, permettendo così l'inserimento nella card di Aaron Simpson.
L'avversario di Evan Dunham doveva essere Matt Veach, ma quest'ultimo s'infortunò e venne rimpiazzato con Marcus Aurélio.
La vittoria per KO di Todd Duffee su Tim Hague, durata solamente sette secondi, è tuttora il record in UFC di KO più veloce assieme a quelli di Jung Chan-Sung a UFC 140: Jones vs. Machida e di Ryan Jimmo a UFC 149: Faber vs. Barao.

## Risultati

### Card preliminare
- Incontro categoria Pesi Leggeri:  Marcus Aurélio contro  Evan Dunham

Dunham sconfisse Aurélio per decisione divisa (29–28, 28–29, 30–27).
- Incontro categoria Pesi Medi:  Nick Catone contro  Mark Muñoz

Muñoz sconfisse Catone per decisione divisa (28–29, 30–27, 29–28).
- Incontro categoria Pesi Massimi:  Tim Hague contro  Todd Duffee

Duffee sconfisse Hague per KO (pugno) a 0:07 del primo round.
- Incontro categoria Pesi Massimi:  Justin McCully contro  Mike Russow

Russow sconfisse McCully per decisione unanime (29–28, 30–26, 30–27).
- Incontro categoria Pesi Massimi:  Gabriel Gonzaga contro  Chris Tuchscherer

Gonzaga sconfisse Tuchscherer per KO Tecnico (pugni) a 2:27 del primo round.
- Incontro categoria Pesi Medi:  Ed Herman contro  Aaron Simpson

Simpson sconfisse Herman per KO Tecnico (infortunio alla caviglia) a 0:17 del secondo round.

### Card principale
- Incontro categoria Pesi Mediomassimi:  Brandon Vera contro  Krzysztof Soszynski

Vera sconfisse Soszynski per decisione unanime (30–27, 30–27, 30–27).
- Incontro categoria Pesi Medi:  Nate Marquardt contro  Demian Maia

Marquardt sconfisse Maia per KO (pugno) a 0:21 del primo round.
- Incontro categoria Pesi Medi:  Chris Leben contro  Jake Rosholt

Rosholt sconfisse Leben per sottomissione (strangolamento triangolare) a 1:30 del terzo round.
- Incontro categoria Pesi Mediomassimi:  Keith Jardine contro  Thiago Silva

Silva sconfisse Jardine per KO (pugni) a 1:35 del primo round.
- Incontro categoria Pesi Massimi:  Randy Couture contro  Antônio Rodrigo Nogueira

Nogueira sconfisse Couture per decisione unanime (30–27, 30–27, 29–28).

## Premi
Ai vincitori sono stati assegnati 60.000$ per i seguenti premi:
- Fight of the Night:  Randy Couture contro  Antônio Rodrigo Nogueira
- Knockout of the Night:  Nate Marquardt
- Submission of the Night:  Jake Rosholt